# Hela Sander
Hela Sander, auch Helene Krüger (* 24. März 1879 in Heide (Holstein) auf Lüttenheid; † September 1952), war eine deutsche Schriftstellerin. Im Ersten Weltkrieg richtete sie von ihrem Vermögen eine Volksküche ein. 

## Leben und Wirken
Ihre Kindheit verbrachte Sander teils in Heide und teils auf dem Gut ihrer Großmutter in der Nähe von Rendsburg. Als junges Mädchen legte sie Reime-, Sprüche- und Gedichtsammlungen an, die der Münchener Theo. Stroefer's Kunstverlag – 1893 verlegte dieser seinen Sitz nach Nürnberg –  als Schmuckbände unter ihrem Geburtsnamen Helene Krüger herausbrachte. In dieser Schaffensphase entstanden auch bereits eigene Gedichte. Nach ihrer ersten Eheschließung mit einem Gelehrten lebte sie zwölf Jahre in Brandenburg an der Havel und zwei Jahre in den Rosenschulen von Cossebaude bei Dresden. Durch ihren zweiten Ehemann Kurt Sander kam sie zunächst nach Hannover, wo sie den literarischen Verein Ferien vom Glück gründete, und später nach Leipzig. Im Sommer 1924 erschien im dortigen Salzmann-Verlag ein Hela Sander-Heft mit ihren Gedichten, Sagen, Märchen und kleinen Erzählungen und zu Weihnachten 1924 gab sie im Mittgart-Verlag ernste und heitere plattdeutsche Geschichten unter dem Titel Lüd ut de Heimot heraus. Über ihren Antrieb zu schreiben meinte Sander einmal:

„Ich habe geschrieben für meine Landsleute, die fern von der Heimat ihr Leben verbringen müssen. Ihnen wollte ich von zu Hause erzählen. Ich hatte überall in der Fremde Heimweh und war immer stolz auf meine liebe Heimat und darauf, daß ich Dithmarscherin bin.“

In dritter Ehe war Sander mit dem Maler und Bildhauer Will Weiß verheiratet. Sie behielt den Nachnamen aus zweiter Ehe bei und veröffentlichte teilweise unter dem Doppelnamen Sander-Weiß. In Zusammenarbeit mit  ihrem dritten Ehemann entstand unter anderem Aus der Chronik derer von Bredenkamp, ein Werk, das in einer Holzkiste und mit Holzschnitten von Will Weiß in einer Auflage von 300 nummerierten Exemplaren erschien.

## Werke (Auswahl)
Schmuckbände, erschienen unter dem Mädchennamen Helene Krüger:
- Drollige Kameraden. Allerlei Thiergeschichten in lustigen Reimen. Theo. Stroefer's Kunstverlag, München 1889.
- Blumen-Reigen. Mit eigenen und ausgewählten Gedichten. Theo. Stroefer's Kunstverlag, München 1890.
- Guckindiewelts Arbeitsfeld. Theo. Stroefer's Kunstverlag, München 1890.
- Blüten im Lebenskreise. Lyrische Gedichte für die Frauenwelt gesammelt. Theos. Stroefer's Kunstverlag, Nürnberg um 1893.
- Aus vergangenen Tagen. Mit Texten, ausgewählt von Helene Krüger. Theo. Stroefer's Kunstverlag, Nürnberg um 1894.
- Osterglocken. Bibelworte und Poesien von Helene Krüger. Theo. Stroefer's Kunstverlag, Nürnberg um 1895.
- Durch Grossmutters Brille. Ein Bilderschatz für die Kinderstube mit Reimen. Theo Stroefer's Kunstverlag, Nürnberg 1896.
- Fröhliche Ostern. Eine Festgabe für kleine Leute. Theo. Stroefer's Kunstverlag, Nürnberg 1897.
- Jungbrunnen. Perlen deutscher Dichtung. Theo. Stroefer's Kunstverlag, Nürnberg um 1900.
- Leitsterne. Gedichtsammlung. Theo. Stroefers's Kunstverlag, Nürnberg um 1902.
- Jung Holland. Ein drolliges Bilderbuch in Reimen. Theo. Stroefer's Kunstverlag, Nürnberg 1910.
- Herzblättchens Lebensbild. Merkbüchlein für unsres Kindes Entwicklung. Theo. Stroefer's Kunstverlag, Nürnberg um 1910.
- Tau auf Blüten. Eine lyrische Gedichtsammlung für die Frauenhand. Theo. Stroefer's Kunstverlag, Nürnberg um 1915.
- Heinz Frohgemuts wundersame Reise nach dem Nordpol. Märchendichtung für Kinder. A Jaser Kunstverlag, Nürnberg 1920.

Eigene Werke, erschienen unter dem zweiten Ehenamen Hela Sander:
- Lüd ut de Heimot. Eernste un lustige plattdütsche Geschichten. Mittgart, Leipzig 1924.
- Die Kinder vom Sandberg. Frankfurt am Main 1934.
- Juliane Frühling, die schöne Blume aus dem Moor: Kalmia angustifolia. Druck und Verlag: Enz & Rudolph, Frankfurt am Main ca. 1935.
- Putzi und Fiffi. Mit Federzeichnungen von Will Weiß. Auflage: 300 handnummerierte Exemplare. Druck und Verlag: Enz & Rudolph, Frankfurt am Main ca. 1935.
- Die Maske ab, Dr. Hull. Kriminalroman. Auffenberg, Berlin 1937.
- Aus der Chronik derer von Bredenkamp. Mit Holzschnitten von Will Weiß. Druck und Verlag: Enz & Rudolph, Frankfurt am Main.